# Raffaele Marciello
Raffaele "Lello" Marciello (phát âm tiếng Ý: [raffaˈɛle marˈtʃɛllo]; 
sinh ngày 17 tháng 12 năm 1994) là một vận động viên đua xe chuyên nghiệp và là nhà vô địch hiện tại của Blancpain GT Series. Là cựu thành viên của Học viện Vận động viên đua xe hơi Ferrari, anh là nhà vô địch 2013 European Formula Three, một người dự bị và lái thử cho đội Sauber 2015 và trải qua ba mùa thi đấu trong GP2 Series. Anh chuyển sang đua GT vào năm 2017 và trở thành tay đua Mercedes-AMG trước chiến dịch 2018.